# Epagny FR
| FR ist das Kürzel für den Kanton Freiburg in der Schweiz. Es wird verwendet, um Verwechslungen mit anderen Einträgen des Namens Epagny zu vermeiden. |

Epagny ist eine Ortschaft in der Gemeinde Gruyères des Kantons Freiburg in der Schweiz und liegt am Fusse des Greyerzer Schlosshügels nördlich von Gruyères.

## Geschichte
In Epagny fand man Spuren aus der Bronze- sowie der Hallstattzeit, latènezeitliche Gräber (325–250 vor Christus), Reste einer Villa aus dem 2. bis 3. Jahrhundert nach Christus und ein frühmittelalterliches Gräberfeld.
1963 nahm in Epagny der Flugplatz Gruyères den Betrieb auf.

## Infrastruktur
Epagny hat eine Primarschule, die sich im aus dem Jahr 1914 stammenden Gebäude der Duvillard-Stiftung, einem ehemaligen Waisenhaus, befindet.
Die Haltestelle Epagny an der Bahnstrecke Bulle–Broc-Fabrique befand sich 2 ½ Kilometer vom Dorf entfernt. Sie wurde 2017 in La Tour-de-Trême Parqueterie umbenannt und 2021 aufgehoben.

## Bilder

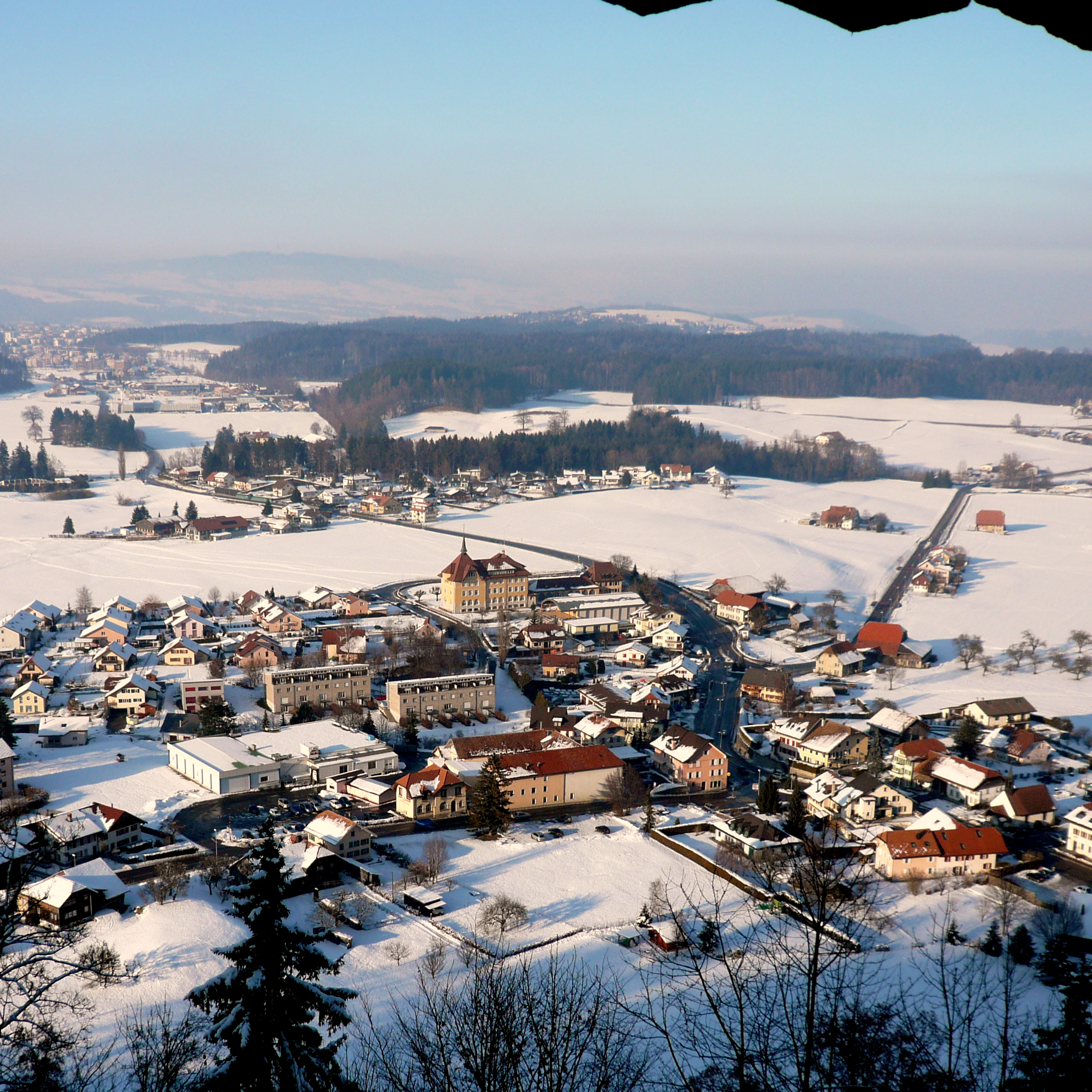
Epagny im Winter
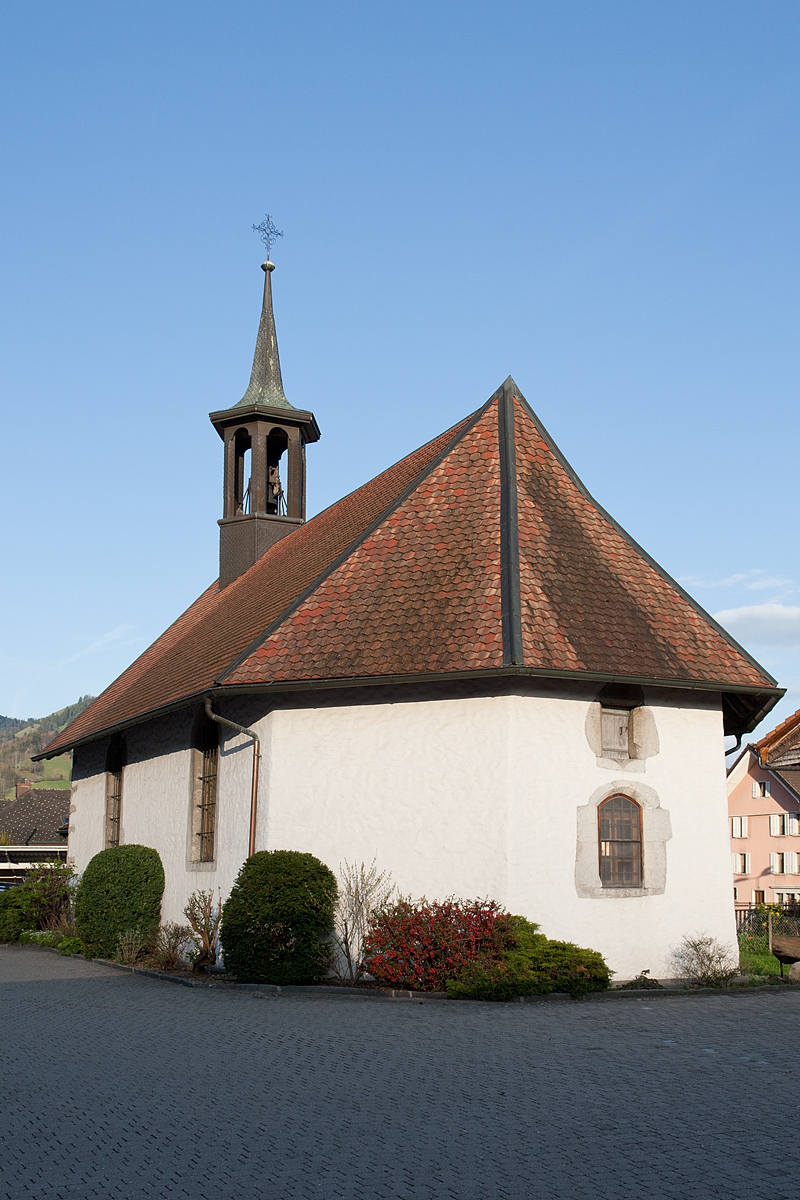
Kapelle Sainte-Anne
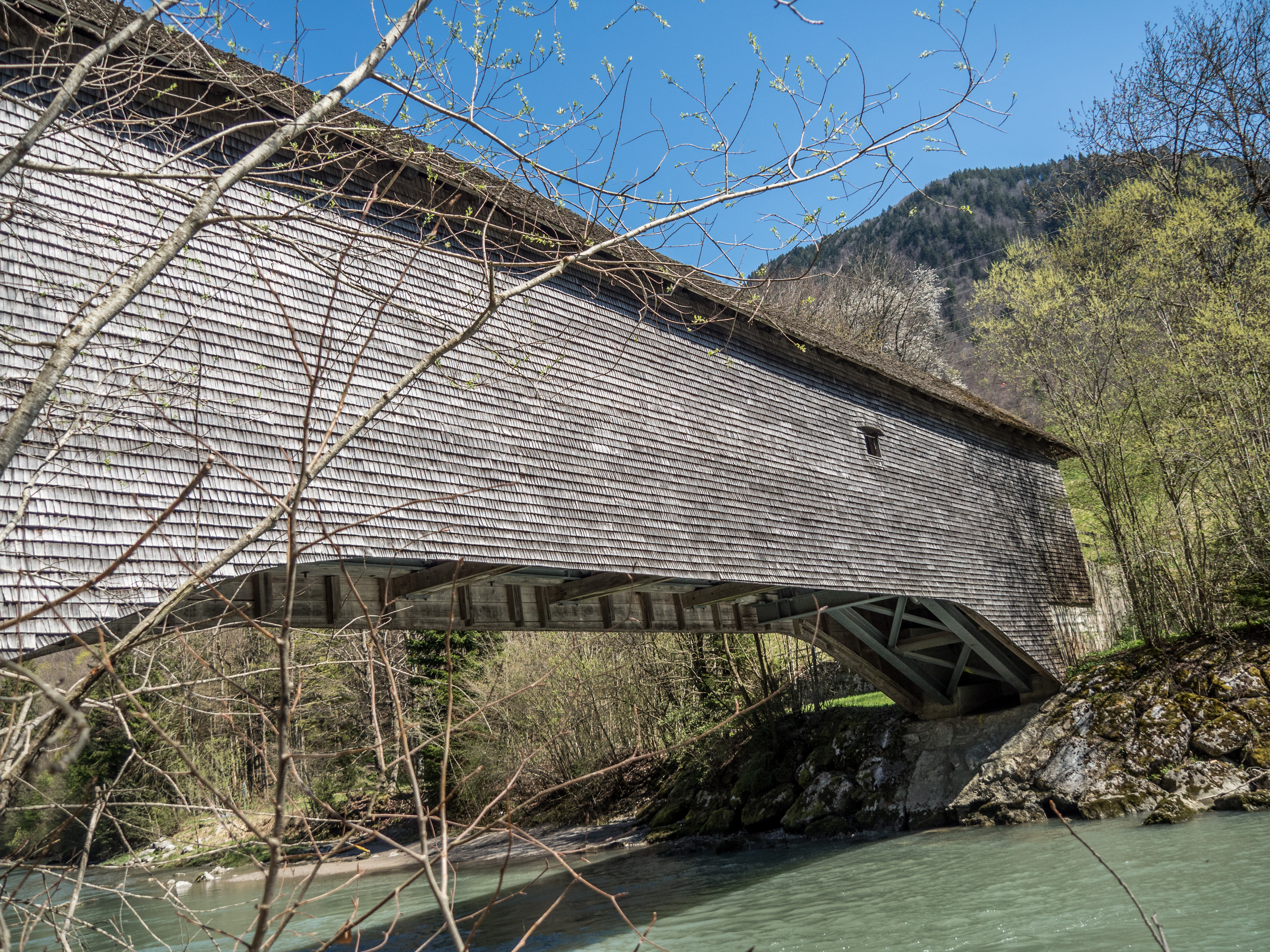
Châtelet-Brücke über die Saane
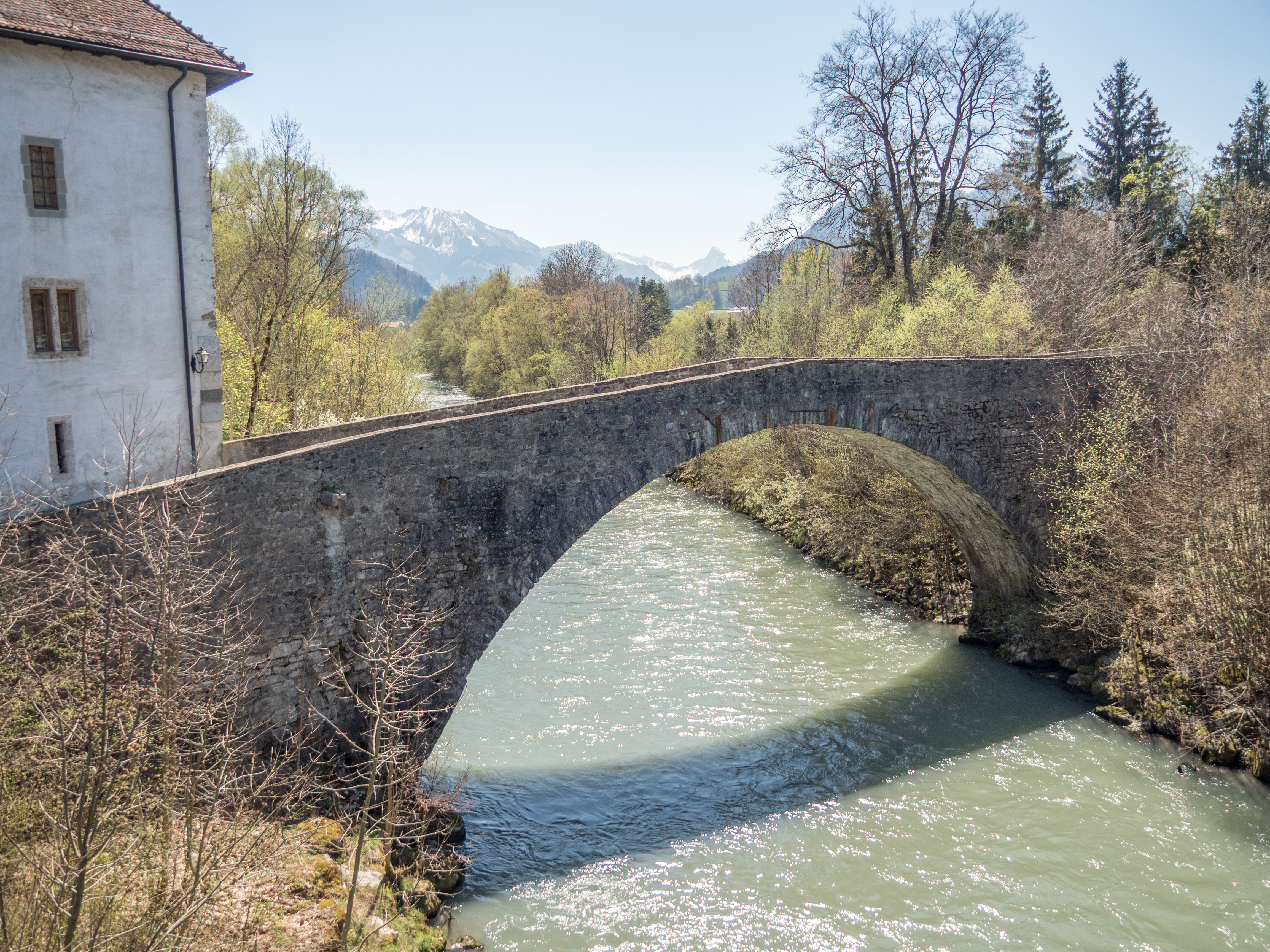
Château d’En-Bas-Brücke über die Saane